# Jelena Perčin
Jelena Perčin (* 19. Januar 1981 in Dubrovnik, SFR Jugoslawien) ist eine kroatische Schauspielerin. Ihre erste große Rolle bekam sie im Fernsehen als Ana Fijan in der Seifenoper Zabranjena ljubav, welche sie von 2005 bis 2007 verkörperte. Danach war sie in der Arztserie Hitna 94 als Ärztin Dr. Ivona Zlatar zu sehen. Von 2010 bis 2011 besetzte Perčin in der Familiendrama-Serie Najbolje Godine die Rolle Dunja Dizdar-Lehner.

## Filmografie
Fernsehrollen
- 2005–2007: Zabranjena ljubav
- 2006: Bibin svijet
- 2008: Hitna 94
- 2010–2011: Najbolje Godine
- 2013–2014: Zora dubrovačka